# Londýnská (Praha)
Londýnská je ulice v Praze 2 na Vinohradech. Vede směrem od jihu k severu, je dlouhá přibližně 750 metrů a široká je přibližně 30 metrů.

## Historie
Ulice se původně jmenovala Tunelová nebo Tunelská (1875–1884), poté Hálkova (1884–1926), Londýnská (1926–1940), Mnichovská (1940–1945) a opět Londýnská (1945 – dosud).
Tunelová nebo Tunelská se nazývala podle Vinohradského tunelu, který pod ní vede. Tento tunel byl i důvodem, proč je ulice široká a jsou na ní předzahrádky – činžovní domy nesměly klenbu tunelu příliš zatěžovat. Do roku 1886 vyčnívaly do ulice dva široké, nízké, zděné vzdušníky pro přístup vzduchu do tunelu, ve kterém byl v té době parní provoz. Jeden z nich se nacházel před domem čp. 623/30. Ulicí vedly až do roku 1897 telegrafní tyče, které byly toho roku odstraněny a spojení převedeno do kabelů v zemi.
Podle Londýna, hlavního města Velké Británie, se ulice jmenuje od roku 1926. Pojmenována byla na počest mírového uspořádání Evropy po 1. světové válce a podle států Dohody jsou pojmenovány také okolní ulice.

## Poloha a dopravní funkce
Ulice začíná (podle číslování domů) ve své jižní části na křižovatce s ulicí Jana Masaryka. Vede severním směrem, protíná ulice Záhřebská, Bruselská, Rumunská a Jugoslávská (s tramvajovou tratí) a končí na křižovatce s ulicí Anglická.

## Významné body v ulici
- Sanatorium pro porodnictví a choroby ženské – čp. 545/15, na rohu s ulicí Záhřebská
- Sbor Církve adventistů sedmého dne – čp. 623/30
- Gymnázium – čp. 782/34
- Porodnice – čp. 506/41, do roku 1995
- University of New York in Prague – čp. 506/41
- Vinohradská záložna – čp. 2578/54, na rohu s ulicí Jugoslávská
- Nájemní a obchodní dům Bělohlávkových – čp. 309/81, arch. F.A. Libra
- Bývalo zde sanatorium Dr. Janů, sanatorium Dr. Grosze a Dr. Gregory. V ulici stály dva hotely – Beránek a Skřivan.
- Hotel Beránek – Bělehradská 478/110, do Londýnské zasahovaly některé provozní a kancelářské budovy v zadní části hotelu.[1]